# Panhard 178
L'automitralleuse de découverte Panhard et Levassor Type 178 era una moderna realizzazione francese entrata in produzione dall 1935, quando la ditta francese concretizzò le richieste dell'esercito francese per una nuova autoblindo che rimpiazzasse i vecchi modelli allora in servizio. Il progetto venne derivato da un mezzo chiamato TOE-M-32, pensato per l'impiego coloniale in Nord Africa e armato con un cannone corto da 37 mm. La macchina che ne derivò aveva un motore posteriore (a differenza del precedente) mentre manteneva la propulsione 4×4.
Tecnicamente, essa era un veicolo, come detto, a trazione integrale 4×4 e motore posteriore, con una grossa torretta biposto (quando i carri francesi erano dotati di torri monoposto) armata di cannone semiautomatico da 25 mm SA 35. Questo armamento era capace solo di fuoco a colpo singolo, ma nondimeno poteva perforare corazze di 40 mm a 400 m di distanza, molto in quanto esso aveva una elevata velocità iniziale e quindi una potenza controcarro di tutto rispetto. Non tutte le macchine erano così armate, alcune avevano solo 2 mitragliatrici leggere da 7,5 mm (una coassiale era sempre presente anche col cannone) mentre i veicoli comando erano dotati di apparecchiature radio ma privi di qualsiasi arma. Per il resto, la costruzione era solida, con una buona meccanica e una corazza imbullonata.
In servizio in grandi quantità nel 1940, le Panhard combatterono in unità di cavalleria dell'esercito francese, tra le più numerose del mondo. Esse non poterono arrestare, nonostante la mobilità di tali unità si avvicinasse a quella delle Panzerdivisionen tedesche, l'invasione del loro Paese. Alla fine di giugno nel 1940 ne restavano in linea almeno 190, ma nessuna venne ceduta all'Esercito italiano, che scarseggiava di autoblindo mentre ebbe un certo numero di carri ex-francesi di dubbia utilità. La massa di veicoli rimasti era infatti tenuta dai tedeschi, che ebbero modo di apprezzarne le qualità, chiamandole Panzerspähwagen P 204 (f) e usandole per pattugliamenti antipartigiani in URSS. Altre 45 ebbero invece un uso diverso, nascoste dai reparti francesi e utilizzate dalla resistenza. La mancanza di torretta rese necessario armarle con realizzazioni di fortuna, ma pur sempre con armi da 25 o 47mm.
La storia non era finita, perché nel 1944, dopo la liberazione le Panhard tornarono in produzione per le esigenze dell'esercito francese, prodotte dalla Renault dalle fabbriche di Parigi. La Panhard 178B venne armata di cannoni da 47 mm e rimasero in servizio con la cavalleria francese nel dopoguerra, con altri impieghi in azioni durante le tragiche guerre d'Indocina e di Algeria, fino a che essa venne tolta dal servizio nel 1960. Infatti era arrivata una nuova blindo, con un cannone da 90 mm controcarro che l'adeguava alle corazze dei carri nemici, e scafo saldato, ma per il resto assai simile alla 178, si trattava della Panhard AML.